# Улица Беляева (Вологда)
Улица Беляева — улица в Южном жилом районе Вологды. Расположена между улицей Маршала Конева и Петрозаводской улицей (район Льнокомбинат). Названа в честь космонавта Павла Беляева.
Улица возникла в посёлке Льнокомбината в конце 1930-х годов, как центральная улица посёлка. На ней находится Дом культуры Льнокомбината, несколько магазинов и городская больница № 1. Первое построенное здание — дом № 7, общежитие 1936 года. Свой прежний облик, улица получила к 70-м годам, когда были построены почти все дома.

## Примечательные здания и сооружения
По нечётной стороне:

Скульптурная группа 50х годов

- Дом 9 — Деревянный Дом культуры льнокомбината[2].
- Дом 13 — школа № 7[2].
- Дом 21 — детское отделение Вологодского областного кожно-венерологического диспансера, Вологодская городская больница № 2[3].

По чётной стороне:
- Перекрёсток с ул. Текстильщиков — скульптурная группа 50х годов[3].
- Дом 22 — Известен как «немецкий дом». Его строительство было начато в 1936, а закончено уже пленными немцами в 1951 году[3].
- Дом 22а — музыкальная школа имени В. П. Трифонова

## Транспорт
Начало — остановка «Беляева» (автобусы 17, 12, 28, 20, 27, 35, 49); середина — остановка «Дзержинского» (автобус 17, 12, 27, 35, 49) или «ДК Льнокомбината» (автобус 28, 20); конец — остановка «Текстильщиков» (автобусы 28, 20).